# Associazione Calcio Reggiana 1931-1932
Questa pagina raccoglie i dati riguardanti l'Associazione Calcio Reggiana nelle competizioni ufficiali della stagione 1931-1932.

## La stagione
Arrivano alla Reggiana i fratelli Campari (da Bagnolo): Milo, terzino, Socrate e Nellusco (mediani). E anche i Benelli (da Reggio): Arturo, ala sinistra, e Gino, mezzala. Al Foggia approda Raggio Montanari col portiere Baldi e il terzino Ergelini. Allenatore è l'ex giocatore granata Felice Romano.
La Reggiana non arriva, contrariamente al precedente campionato, alle finali per la promozione in B, nonostante i gol del suo giovane centravanti Violi. Finale in crescendo con i sei gol rifilati al Piacenza nel derby che si disputa al Mirabello il 3 aprile del 1932, seguito dai successi contro Vogherese, Ravenna, Fanfulla e Faenza, intervallati dalla sconfitta di Fiorenzuola e dal pari col Forlì.

## Divise
| Prima divisa |

## Rosa
| N. |                   | Ruolo | Calciatore         |
| -- | ----------------- | ----- | ------------------ |
|    | Italia (bandiera) | D     | Paride Anceschi    |
|    | Italia (bandiera) | A     | Arturo Benelli     |
|    | Italia (bandiera) | D     | Andrea Bertoni     |
|    | Italia (bandiera) | C     | Leopoldo Bolognesi |
|    | Italia (bandiera) | D     | Milo Campari       |
|    | Italia (bandiera) | C     | Nellusco Campari   |
|    | Italia (bandiera) | C     | Socrate Campari    |
|    | Italia (bandiera) | P     | Aroldo Corazza     |
|    | Italia (bandiera) | C     | Aldo Corradini     |
|    | Italia (bandiera) | A     | Sergio Ferrari     |
|    | Italia (bandiera) | A     | Giulio Ferrari     |
|    | Italia (bandiera) | C     | Vivaldo Fornaciari |

| N. |                   | Ruolo | Calciatore        |
| -- | ----------------- | ----- | ----------------- |
|    | Italia (bandiera) | A     | Giuseppe Frattini |
|    | Italia (bandiera) | A     | Odoardo Galloni   |
|    | Italia (bandiera) | C     | Giuseppe Imovilli |
|    | Italia (bandiera) | A     | Renzo Lazzaretti  |
|    | Italia (bandiera) | C     | Vittorio Leoni    |
|    | Italia (bandiera) | C     | Paterlini         |
|    | Italia (bandiera) | D     | Piccinini         |
|    | Italia (bandiera) | A     | Libero Pioli      |
|    | Italia (bandiera) | A     | Walter Vezzani    |
|    | Italia (bandiera) | D     | Arnaldo Vighi     |
|    | Italia (bandiera) | A     | Alcide Ivan Violi |